# Augstenberg (Liechtenstein)
Der Augstenberg, auch Schafälpler genannt, ist mit 2358 m ü. M. der höchste Berg der Galina-Gruppe im westlichen Rätikon oberhalb des Hochtales Malbun im Osten Liechtensteins nahe der Grenze zu Österreich und der zweithöchste liechtensteinische Berg ohne Grenzbezug. Etwa 260 m südsüdöstlich dieses Gipfels gibt es einen mit 2365 m ü. M. etwas höheren Punkt, der aber von Malbun aus nicht sichtbar ist. Auch dieser liegt noch ganz auf liechtensteinischem Gebiet. Vom Punkt 2365 m zieht ein Grat, der den kantigen und deshalb markanten, 2308 m hohen Gorfion (österreichische) bzw. Gorvion (schweizerische  Schreibweise) trägt, nach Osten herab.

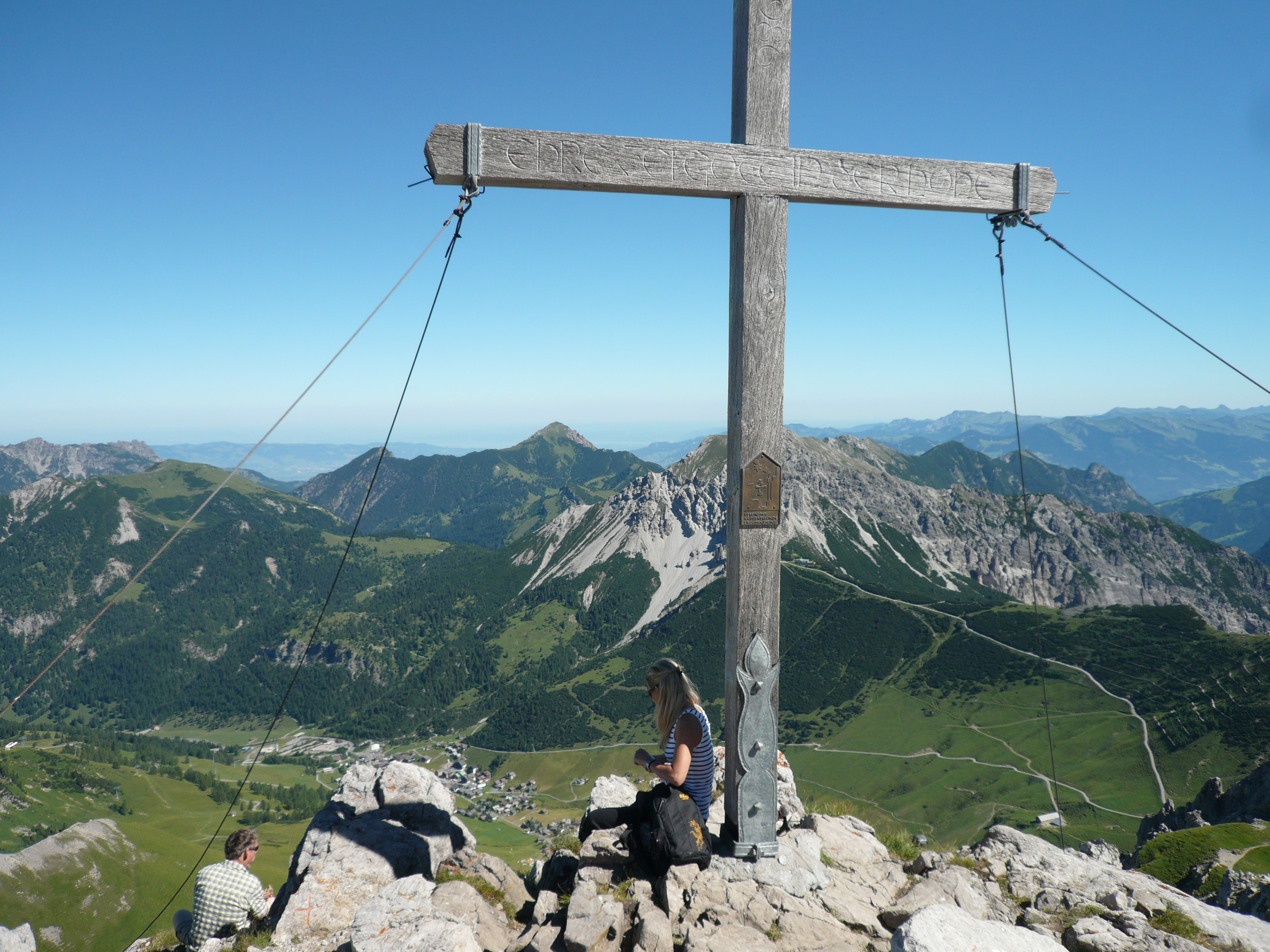
Gipfelkreuz, Aussicht nach Norden (Malbun) zum Galinakopf in der Bildmitte und dem etwa 50 km entfernten Bodensee dahinter
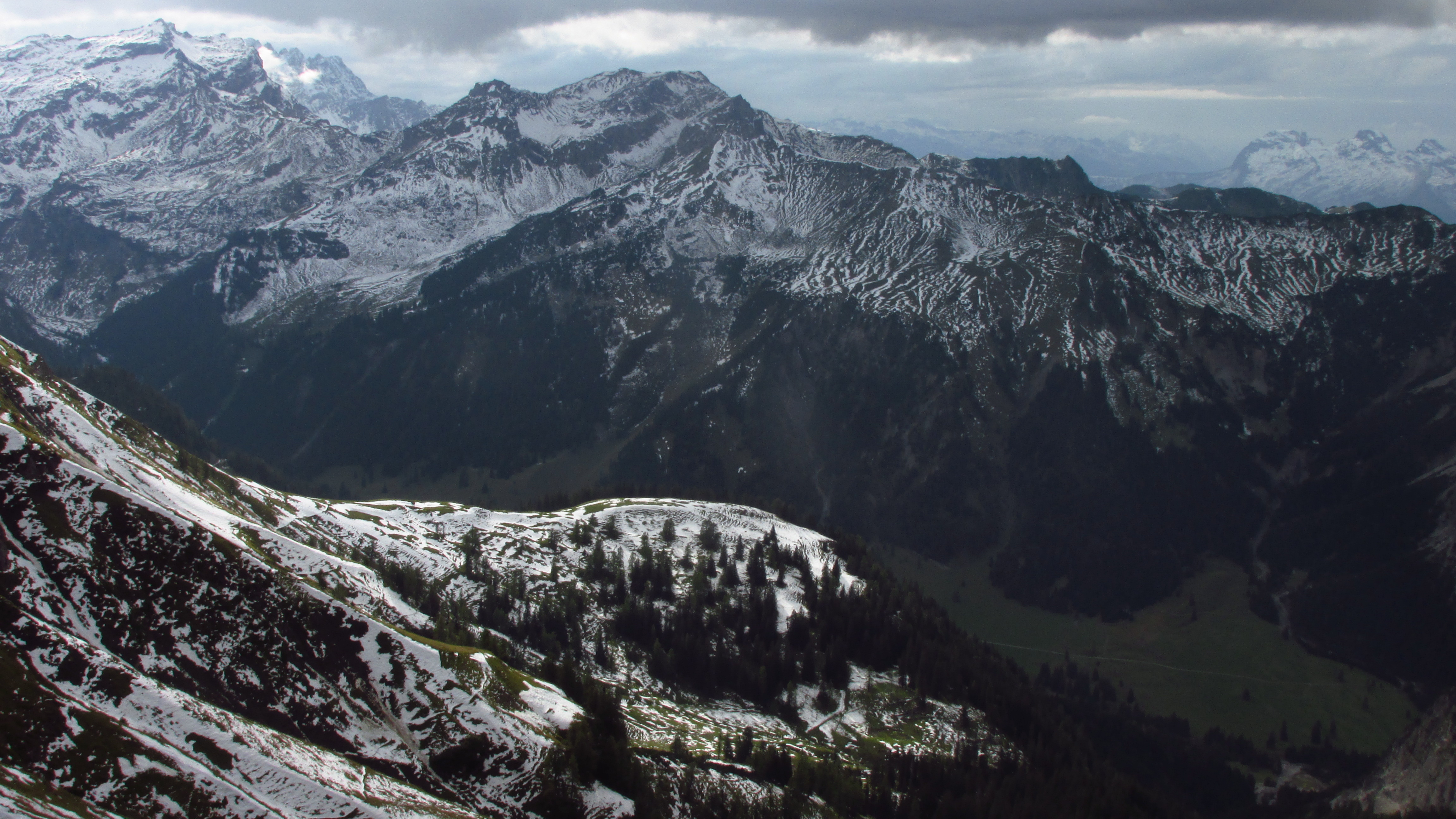
Blick vom Amatschonjoch nach Südwesten auf Augstenberg (Mitte) und Naafkopf (links hinten). Links neben dem Augstenberg der dunkle Gorfion.
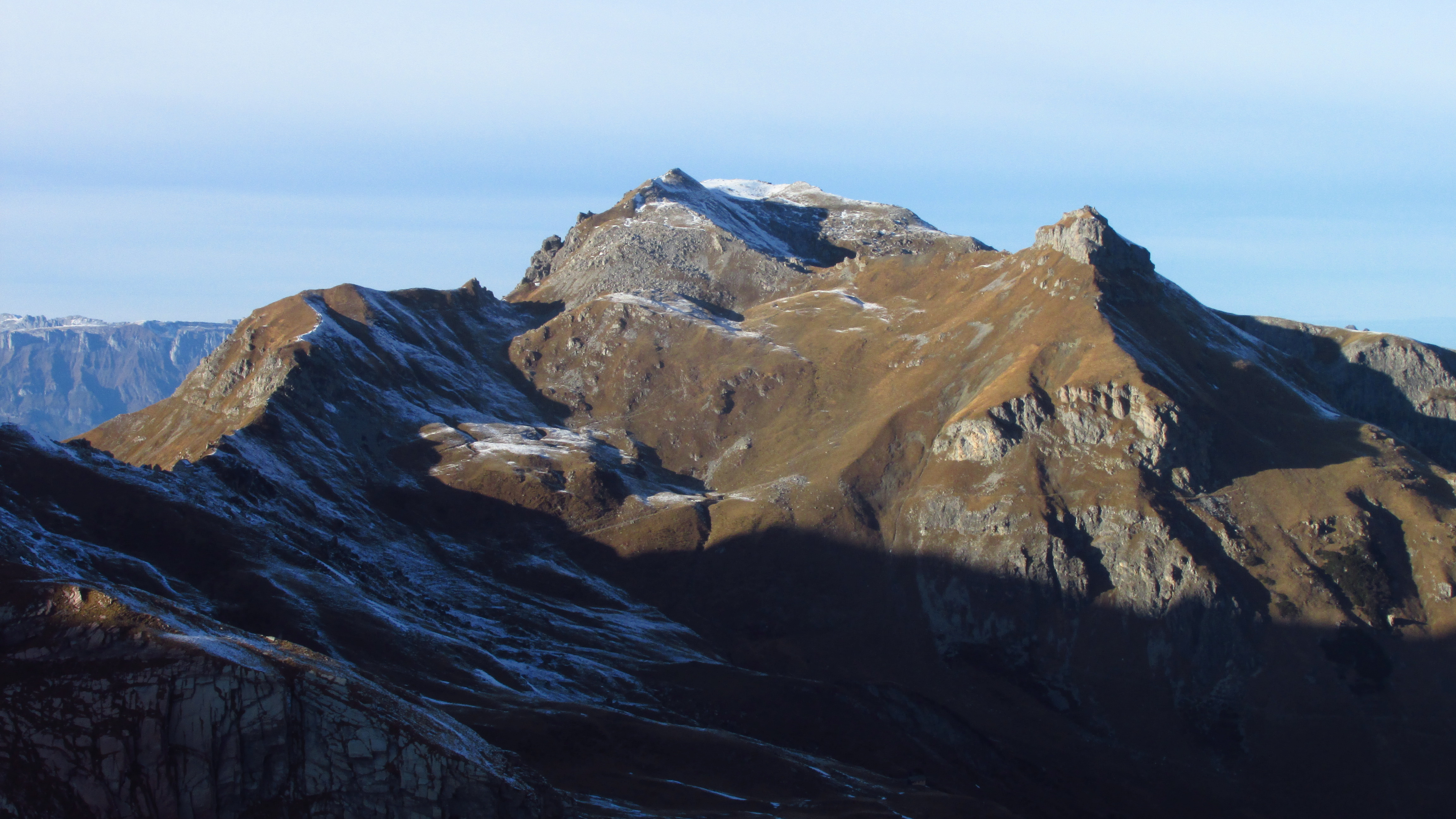
Augstenberg (Mitte) und Gorfion (rechts) von Südosten, vom Liechtensteiner Höhenweg. Links auf der Licht-Schatten-Grenze steht die Pfälzer Hütte.
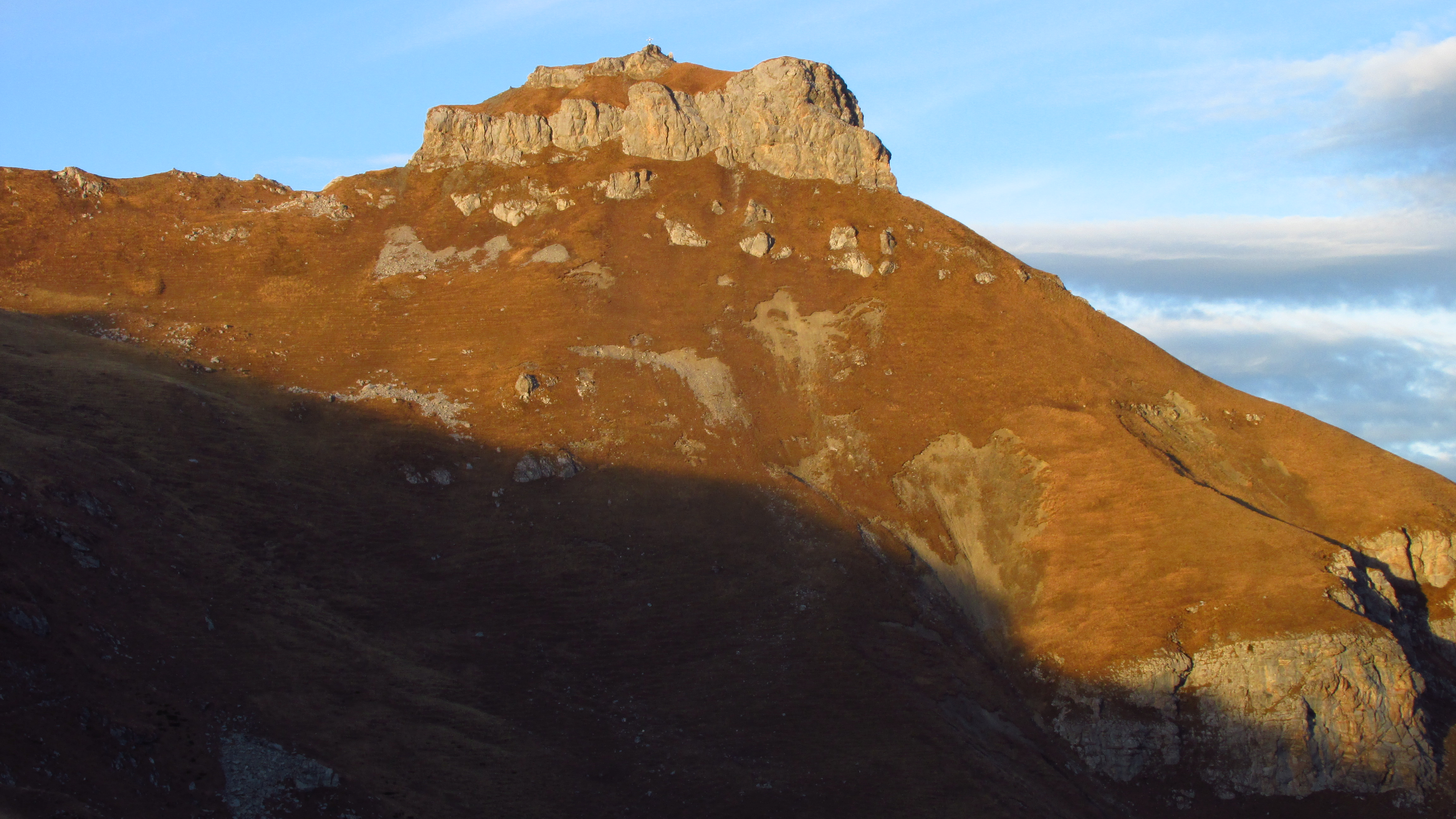
Der kantige Gorfion von Südosten, vom Bettlerjoch aus aufgenommen.